# Etgar Keret
Etgar Keret (hebr. אתגר קרת; ur. 20 sierpnia 1967 w Ramat Ganie) – izraelsko-polski poeta, prozaik, felietonista, reżyser filmowy oraz wykładowca Wyższej Szkoły Filmowej w Tel Awiwie.

## Twórczość pisarska
Publikację opowiadań rozpoczął w prasie w roku 1991, a rok później wydał pierwszą książkę - zbiór opowiadań Rury (צינורות). Kolejne zbiory – Tęskniąc za Kissingerem (געגועי לקיסינג'ר), Pizzeria Kamikaze (פיצריה קמיקזה) – przyczyniły się do jego międzynarodowej sławy. 
Jest też współtwórcą musicalu oraz współautorem komiksów oraz telewizyjnego programu satyrycznego. Jego publikacje zostały przetłumaczone m.in na angielski, arabski, hiszpański, holenderski, niemiecki, polski, rosyjski i włoski. W Polsce ukazało się osiem zbiorów opowiadań Kereta:
- Gaza blues
- Pizzeria „Kamikaze”
- 8% z niczego
- Rury
- Tęskniąc za Kissingerem
- Kolonie Knellera
- Nagle pukanie do drzwi
- Siedem dobrych lat
- Usterka na skraju galaktyki

W 2011 roku wydawnictwo Nisza wydało jego opowiadanie dla dzieci Tata ucieka z cyrkiem bogato zilustrowane przez znaną izraelską rysowniczkę Rutu Modan.
W Polsce współpracował z czasopismem kulturalnym „Bluszcz”.
W 2016 otrzymał polskie obywatelstwo.

## Życie prywatne
Jest żonaty z Szirą Gefen, ma syna Lva.

## Filmografia
- 2008 – Meduzy (hebr. Meduzot)